# Mas de Pecunya
El Mas de Pecunya és un mas situat al municipi d'Aldover, a la comarca catalana del Baix Ebre, al marge del Barranc de la Conca, a 12 metres d'altitud.